# ムハマド・レザ・パフレフィ・イスファハニ
ムハマド・レザ・パフレフィ・イスファハニ（英語: Muhammad Reza Pahlevi Isfahani、1998年8月6日 - ）は、インドネシアの男子バドミントン選手。

## 経歴
2021年から、2歳年上のサバル・カルヤマン・グタマとペアを組む。
2023年のインドネシア・マスターズ (スーパー100)Ⅰで優勝。
2024年のスペイン・マスターズでは、決勝でジュナイディ・アリフ / ヤプ・ロイキンを破って優勝した。